# عوام سريع
عَوَامّ سريع (الاسم العلمي: Tachypleus)، جنس حيوانات بحرية من المفصليات ويتبع فصيلة سلطعون حدوة الحصان. موطنه جنوب شرق آسيا وشرق آسيا.
يشمل نوعان موجودان (حيان):
- Tachypleus gigas (أوتو فريدريش مولر, 1785)
- Tachypleus tridentatus (وليام ليتش, 1819)

ويشمل نوعان منقرضان فقط معروفان من الأحافير.
- Tachypleus decheni (Zincken, 1862) الفترة الفجرية العلوية Domsen Sands، ألمانيا
- Tachypleus syriacus (Woodward, 1879) العصر الطباشيري العلوي (السينوماني) حقل وتكوين صنين، لبنان.